# Wheel Squad
Wheel Squad est une série télévisée d'animation française en 39 épisodes de 25 minutes, produite par M6 Metropole en collaboration avec la RAI et diffusée à partir du 6 septembre 2000 sur M6 dans l'émission M6 Kids.
Au Québec, elle a été diffusée à partir du 14 septembre 2002 à la Télévision de Radio-Canada.

## Synopsis
Perdue au beau milieu d’une mégalopole de béton et de verre, se trouve la « butte », un îlot préservé. Ses habitants y vivent une vie relativement tranquille avec son lot quotidien de petits tracas ou de gros soucis. Pour leur venir en aide, ils savent qu'ils peuvent compter sur les Wheel Squad, un groupe de quatre adolescents liés par une amitié et un amour commun de la glisse.
En roller, à skate ou à vélo, Akim, Jessica, Johnny et Bob répondent toujours présent lorsqu'il s'agit de réparer les injustices ou de faire jouer la solidarité. Les obstacles qu'ils auront à affronter sont multiples : il y a d’abord les Cobras, une bande rivale qui tente de semer le trouble dans le quartier. Quant à Enzo, le bras droit du richissime Monsieur Rotter, il n’a de cesse de leur mettre des bâtons dans les roues pour empêcher ces gêneurs de venir fouiner dans ses affaires louches.

## Personnages

### Wheel Squad
- Akim -  Akim est le leader du groupe et c'est lui qui a plus de frères et sœurs que tout autre membre de la bande et est l'aîné. Son père est propriétaire de l'épicerie locale et il aide généralement au travail là-bas. Comme Jessica, Akim excelle également dans la pratique des rollers.

- Jessica - Elle est seule femme (si on ne compte pas Émilie) de la Wheel Squad. Elle est très grande et elle a de longs cheveux rouges. Elle vit seule avec sa mère car son père vit en Angleterre. Téméraire et courageuse, elle n'a peur de rien ou presque, si ce n'est de révéler son affection pour Akim. Elle est spécialiste des rollers.

- Bob - Bob est un jeune garçon d'origine Afro-américaine, aux cheveux courts et porte toujours des lunettes de soleil spéciales placées au-dessus de sa tête. Il vit dans un petit appartement avec ses parents et son petit frère Tom, avec qui il a une excellente relation, même s'ils essaient souvent d'intervenir dans les réunions du groupe et il a également un frère plus âgé qui s'appelle Tony et qui ne vit plus avec sa famille. Ne pouvant pas utiliser ni roller ni skate, il est très bon pour faire du vélo. Presque toujours, il essaye de convaincre le reste du groupe de ne pas s'engager dans des missions trop absurdes ou risquées. Il est le seul membre du groupe (si on ne compte pas Émilie) qui n'est pas bon en roller. Bob est bien meilleur dans les études que ses amis.

- Johnny - C'est un garçon très sociable et au caractère artistique très prononcé, et c'est cette propension qui lui fait proposer des idées souvent bizarres. c'est lui l'expert en planche à roulettes du groupe en revanche au niveau des études, c'est lui le moins débrouillard du groupe au grand dam de ses parents.

- Émilie - Une jeune fille riche qui est amie avec la Wheel Squad. Elle est gâtée et n'est pas bonne du tout en rollers, principale raison pour laquelle elle n'est généralement pas considérée comme un membre de la Wheel Squad malgré ses nombreuses tentatives pour rejoindre le groupe. Jessica est celle qui méprise le plus l'idée de son adhésion à la Wheel Squad et est la plus réticente à chaque fois qu'ils ont besoin de son aide.

### Les Cobras
Les Cobras sont les vandales locaux de la série et sont prêts à faire n'importe quoi pour de l'argent, forçant même les petits enfants à participer à leurs sales combines.
- Willy - Le leader du groupe. Il est celui qui prépare les plans pour les méfaits.

- Cactus - Un garçon petit et maigre, sujet à de nombreuses allergies.

- Alex - Le membre stupide en apparence des Cobras, Alex porte une salopette rouge avec un bonnet assorti.

Dans un épisode Jessica a le béguin pour un garçon qui se révèle en fait être un quatrième Cobra. Il réapparaît seulement dans la série quand les Cobras créent une équipe de roller et ont besoin d'un quatrième membre.

### Autres personnages
- M. Rotter - Le propriétaire de la World-Mart. C'est un homme d'affaires respecté et le beau-père d'Émilie. Il l'élève comme si c'était sa propre fille.

- Enzo - Le directeur de la World-Mart. Il essaie en général de tirer parti de sa position mais le Wheel Squad déjoue ses plans.

- Tony - Est le frère ainé de Bob et Tom. C'est un jeune adulte qui ne vit plus avec sa famille.

## Liste des épisodes

### Première saison
1. L'école des Wheels
2. Suivez la trace
3. Glisse et grâce
4. Une fille formidable
5. Le billet de loterie
6. Tempête sur la butte
7. Fric-frac au World Mart
8. Un papa pour Jessica
9. Les anges gardiens
10. Un anniversaire qui roule
11. Pas touche à mon frère
12. Tous les coups sont permis
13. Le voir pour le croire
14. Un amour en sourdine
15. Héros d'un jour
16. Personne ne m'aime
17. La rebelle
18. Une concurrence déloyale
19. Noël à domicile
20. Polluer n'est pas jouer
21. Le collège en couleurs
22. Le champion
23. Premier rôle
24. Brutus a disparu
25. La collecte
26. Une rentrée sur les chapeaux de roues

### Deuxième saison
1. SOS cobras
2. Quelqu'un de bien
3. Tête de mule
4. Baby roller
5. Paluma
6. Opération Cendrillon
7. Marions-les
8. Le fantôme de la butte
9. L'adieu au Wheel Squad
10. Émilie rebelle
11. Valentine
12. Hoa
13. La fureur de la glisse

## Voix
- Emmanuel Fouquet : Akim
- Brigitte Aubry : Jessica
- Thierry Bourdon : Johnny
- Marjolaine Poulain : Bob, Emilie
- Yann Pichon : M. Rotter
- Philippe Roullier : Enzo
- Danièle Hazan : Tom, voix enfants, Mme Squads
- Bruno Magne : Rôles divers

 Source et légende : version française (VF) sur RS Doublage

## Médias

### DVD
- Wheel Squad - Volume 1 (sortie le 10 octobre 2008, contient les épisodes 1 à 6)
- Wheel Squad - Volume 2 (sortie le 7 janvier 2009, contient les épisodes 7 à 11)